# Mesyatsia karakorum
Mesyatsia karakorum is een steenvlieg uit de familie vroege steenvliegen (Taeniopterygidae). De wetenschappelijke naam van de soort is voor het eerst geldig gepubliceerd in 1935 door Šámal.